# Sankt Pers församling, Visby stift
Sankt Pers församling var en församling i Visby i Visby stift. Församlingen uppgick omkring 1530 i Visby församling.
Sankt Pers kyrkoruin utgör rester av församlingskyrkan.

## Administrativ historik
Församlingen är den ursprungliga i Visby och ur denna utbröts Sankt Clemens församling i slutet av 1000-talet, Sankta Maria församling i 1100-talets mitt, Sankt Olofs församling vid 1100-talets slut samt Sankt Drottens församling omkring 1230 och Sankt Hans församling därefter. Församlingen uppgick omkring 1530 i Visby församling. 